# 坂下玄哲
坂下 玄哲 （さかした もとたか）は、日本の経営学者。慶應義塾大学大学院経営管理研究科教授。吉田秀雄記念事業財団吉田秀雄賞奨励賞、商品開発・管理学会優秀発表賞等受賞。

## 人物・経歴
1999年神戸大学経営学部卒業。2001年神戸大学大学院経営学研究科博士前期課程修了、修士（商学）。同年日本消費者行動研究学会JACS-SPSS論文プロポーザル賞受賞。2004年神戸大学大学院経営学研究科博士後期課程修了、博士（商学）。博士論文は「消費者の選択的情報取得の2類型に関する実証研究 : 属性とブランド」で主査は石井淳蔵。
2004年上智大学経済学部経営学科専任講師。2007年慶應義塾大学大学院経営管理研究科准教授。2010年吉田秀雄記念事業財団吉田秀雄賞奨励賞、商品開発・管理学会優秀発表賞受賞。2013年ノースウエスタン大学ケロッグ経営大学院客員研究員。
2015年ノースウエスタン大学メディルスクールRetail Analytics Council (RAC) リサーチフェロー。2018年ノースウエスタン大学メディルスクールSpiegel Digital & Database Research Center（SRC）リサーチアフィリエイト。2019年慶應義塾大学大学院経営管理研究科教授。専門はマーケティング。

## 著作
- "The Routledge Companion to Identity and Consumption" Junko Kimura, Mototaka Sakashita, Routledge 2012年
- 『ベーシック・マーケティング = BASIC MARKETING』（恩藏直人, 三浦俊彦, 芳賀康浩と共編著）同文舘出版 2019年
- 『マーケティングの力 = THE POWER OF MARKETING : 最重要概念・理論枠組み集』（恩藏直人と共編）有斐閣 2023年